# VR-Baureihe R1
Die Baureihe R1 waren Güterzuglokomotiven der finnischen Staatsbahnen Valtionrautatiet (VR), von denen 67 Exemplare in den Jahren 1940 bis 1957 in Finnland und Deutschland gebaut wurden. Ab 1942 wurden die in der Achsfolge 1’D1’ (Mikado) ausgeführten Maschinen als Baureihe Tr1 bezeichnet. Die letzten Maschinen standen bis 1975 im Dienst. Ein Teil der Maschinen wurde anschließend in die strategische Reserve der VR überführt. Diese wurden ab Ende der 1980er Jahre verschrottet oder blieben für Museumszwecke erhalten.

## Geschichte
In der zweiten Hälfte der 1930er Jahre, als der Eisenbahnverkehr in Finnland zunahm, erwiesen sich die Lokomotiven der Baureihen Tv1 und Tv2 als zu schwach. Zudem ließ ihre Konstruktion keine höheren Geschwindigkeiten zu. Nach der Fertigstellung der ersten Schnellzuglokomotiven der Baureihe P1 gab es Pläne, eine Lokomotive gleicher Größe für den Güterverkehr zu entwickeln. Die erste Lokomotive der Güterzugbaureihe wurde 1940 von Tampella fertiggestellt. Sie erhielt die Baureihenbezeichung R1 und die Betriebsnummer 1030.
Im Oktober 1942 führten die VR ein neues Bezeichnungssystem ein, mit dem die bisher als Baureihe R1 bezeichneten Lokomotiven in die neue Baureihe Tr1 eingeordnet wurden. Nach dem finnischen Präsidenten Risto Ryti bekamen die Lokomotiven den Spitznamen „Risto“.
Trotz der Rohstoffschwierigkeiten wurden bereits während des Zweiten Weltkrieges 13 Lokomotiven mit den Nummern 1030–1042 fertiggestellt. In den 1950er Jahren produzierten Lokomo und Tampella insgesamt 34 und die deutsche Lokomotivfabrik Jung weitere 20 Lokomotiven. Die Tr1 1096 war 1957 die letzte Dampflokomotive, die für die VR gebaut wurde.
Die Lokomotiven 1030–1042 wurden nach Testfahrten in Riihimäki stationiert und von dort in den 1940er Jahren nach Kouvola gebracht. Davon wurden die Lokomotiven 1030–1034 in den 1950er Jahren nach Pieksämäki und die Lokomotiven 1035–1042 nach Tampere, Helsinki und Seinäjoki und schließlich in den 1960er Jahren nach Pieksämäki umbeheimatet. Die Lokomotiven 1043–1048 wurden in Riihimäki stationiert und von dort nach Helsinki umbeheimatet. Die Lokomotiven 1049–1060 wurden in Helsinki stationiert. Einige der Lokomotiven kamen in den 1960er Jahren nach Seinäjoki.
Die Lokomotiven 1061–1080 wurden in Kouvola beheimatet. Später in den 1960er Jahren wurden die Lokomotiven 1072–1080 nach Riihimäki, 1061–1064 nach Seinäjoki, 1065–1067 nach Joensuu und 1068–1071 nach Oulu verlegt. Die in Riihimäki stationierten Lokomotiven wurden Anfang der 1970er Jahre nach Oulu verlegt, mit Ausnahme der Nummern 1078–1080. Die neuesten Lokomotiven der Serie, 1081–1096, wurden zunächst in Tampere und einige Jahre später in Kouvola sowie kurzzeitig in Pieksämäki eingesetzt.
Die Lokomotiven ersetzten die Baureihen Tv1 und Tv2 im Güterverkehr auf den Hauptstrecken. Die Tr1 bewältigten in den Jahren 1950–1965 den Großteil des schweren Güterverkehrs in Süd- und Mittelfinnland. Mit zunehmendem Einsatz von Diesellokomotiven wurden Lokomotiven in nördlichere Betriebswerke verlegt. Die Baureihe wurde auch im langsamen Schnellzugverkehr und für schwere Personenzüge eingesetzt, wofür sie sich aufgrund ihrer relativ hohen Geschwindigkeit gut eignete. Ende der 1960er-Jahre beförderten sie regelmäßig spezielle Feiertags-Schnellzüge. Ab den 1970er Jahren wurden die Lokomotiven der Baureihe Tr1 aus dem Betrieb genommen, die letzten 1975. Ein Teil der Tr1 wurde in konserviertem Zustand in die strategische Reserve überführt, in der die VR bis gegen Ende des Kalten Kriegs Ende der 1980er Jahre insgesamt 250 Dampflokomotiven aufbewahrten. Nach Auflösung der strategischen Reserve blieb ein Teil der Lokomotiven für Museumszwecke erhalten.

## Technik
Die Baureihe ist eine 1’D1’-Zweizylinderlokomotive mit Überhitzer, die vorne mit einem Krauss-Helmholtz-Lenkgestell und hinten mit einer Adamsachse ausgestattet ist.
Die Betriebsnummern 1030–1048 besaßen keinen Schienenräumer. Die Betriebsnummern 1043–1048 erhielten größere Scheinwerfer. Die Lokomotiven waren mit einer Zugbremse und einer direkt auf die Lokomotive wirkenden Bremse ausgestattet. Sie verfügten über einen Abdampf-Injektor von Friedmann. Sie entstanden zur gleichen Zeit wie die Schnellzuglokomotiven der Baureihen Hr1, weisen daher gleiche Hauptbaugruppen auf und sehen sich ähnlich.
Die Lokomotiven 1049–1060 verfügten über Müller-Schieber, bei den Lokomotiven 1061–1080 wurden die Tenderräder und bei den Lokomotiven 1093–1096 alle Radsätze mit Wälzlagern ausgestattet. Diese letzten vier Lokomotiven besaßen Windleitbleche der Bauart Witte anstelle der zuvor bei der Baureihe verwendeten Wagnerbleche. Alle Lokomotiven wurden mit elektrischer Beleuchtung verschiedener Hersteller ausgerüstet.
Wegen Schwierigkeiten bei der Beschaffung des bei Schiebern und Zylindern der Überhitzerlokomotiven verwendeten Überhitzeröls wurden die Lokomotiven 1030–1042 zum Jahreswechsel 1944/45 für einige Monate zu Nassdampflokomotiven umgebaut und in zwei Zeiträumen (1945–1948 und 1949–1950) mit Holz befeuert. 1956/57 wurden in die Lokomotiven 1030–1054 Müller-Schieber eingebaut.

## Verbleib
| Nummer | Hersteller | Baujahr | Baunummer | Standort                                     | Besonderes |
| ------ | ---------- | ------- | --------- | -------------------------------------------- | --- |
| 1030   | Tampella   | 1940    | 500       | Dampflokpark Haapamäki                       | |
| 1033   | Tampella   | 1941    | 503       | Suomen Rautatiemuseo, Hyvinkää (28.9.1996–)  | ausgestellt von 1991 bis 1994 |
| 1037   | Tampella   | 1942    | 505       | Kurikka (2004–)                              | wurde im Film „Ratavartijan kaunis Inkeri“ verwendet |
| 1047   | Tampella   | 1951    | 804       | Lahti (12.1990–9.2020), Lohja (9.2020–)      | |
| 1051   | Tampella   | 1954    | 938       | Betriebswerk Kouvola                         | Ersatzteilspender, wartet auf die Verschrottung |
| 1055   | Lokomo     | 1953    | 167       | Dampflokpark Haapamäki                       | |
| 1057   | Lokomo     | 1953    | 169       | Haapamäki, Keuruu (28.9.1994–2024)           | Wurde im Film Pekka ja Pätkä lumimiehen jäljillä verwendet; 2024 versehentlich verschrottet. |
| 1060   | Lokomo     | 1954    | 172       | Fengate, Weeting, England (4.11.2015–)       | Nach der Ausmusterung Strategische Reserve, nach 1990 nach England verkauft, sollte ab 2015 betriebsfähig aufgearbeitet werden |
| 1067   | Jung       | 1953    | 11777     | Haapamäki, Keuruu (28.9.1994–)               | |
| 1071   | Jung       | 1953    | 11781     | Dampflokpark Haapamäki (28.9.1994–)          | |
| 1074   | Jung       | 1953    | 11784     | Munsala, Nykarleby (9.2008–)                 | |
| 1077   | Jung       | 1953    | 11787     | Sudbury oder Acton, Suffolk, England (1990–) | Wurde 1976 im Film Der Adler ist gelandet (Kotka on laskeutunut) in Rovaniemi (als Bahnhof Warschau) verwendet, anschließend im Militärdepot in Haapajärvi als Strategische Reserve hinterstellt. 1990 nach England verkauft, 2015 stark verfallen. |
| 1082   | Lokomo     | 1955    | 467       | Dampflokpark Haapamäki                       | Ausgestellt: 1981–1991 |
| 1087   | Lokomo     | 1955    | 472       | Dampflokpark Haapamäki                       | |
| 1088   | Lokomo     | 1956    | 473       | Akaa, ABC-liikenneaset                       | |
| 1092   | Tampella   | 1956    | 953       | Dampflokpark Haapamäki                       | |
| 1093   | Tampella   | 1957    | 969       | Dampflokpark Haapamäki                       | |
| 1094   | Tampella   | 1957    | 970       | Dampflokpark Haapamäki                       | |
| 1095   | Tampella   | 1957    | 971       | Dampflokpark Haapamäki                       | |
| 1096   | Tampella   | 1957    | 972       | VR-Werkstatt Hyvinkä (7.11.1997–)            | Zur Aufbereitung |